# Hermann Anton von Pillersdorff
Hermann Anton svobodný pán von Pillersdorf (Hermann Anton Edmund Libor Freiherr von Pillersdorf / Pillerstorff) (28. května 1850 Na Hrázi – 10. října 1907 Brno) byl rakouský státní úředník. Dlouhodobě působil v různých funkcích ve státní správě na Moravě, před svým úmrtím zastával fakticky úřad moravského místodržitele (1906–1907).

## Životopis
Pocházel z úřednické rodiny, která dosáhla šlechtického stavu a vlastnila statky ve Slezsku (Neplachovice), byl prasynovcem rakouského ministerského předsedy Franze Pillersdorffa. Narodil se na brněnském předměstí Na Hrázi jako starší syn slezského zemského prezidenta Hermanna Pillersdorffa (1817–1887), matka Adolfina (1830–1904) pocházela z významné podnikatelské rodiny Kleinů. Vystudoval práva na vídeňské univerzitě a od roku 1876 působil v různých funkcích na moravském místodržitelství v Brně. V letech 1886–1889 byl okresním hejtmanem v Brně a v letech 1889–1897 v Olomouci. V roce 1897 se vrátil na moravské místodržitelství a ve funkci dvorního rady byl zástupcem místodržitele, respektive místodržitelským viceprezidentem (1899–1907). Po rezignaci Karla ze Žerotína byl dočasným správcem moravského místodržitelství, jeho další kariéru přerušilo předčasné úmrtí.
Za zásluhy obdržel Leopoldův řád, na Moravě se angažoval v řadě spolků a charitativních institucí, mimo jiné v Červeném kříži. Získal čestné občanství v Jiříkovicích.
V roce 1876 se ve Vídni oženil s hraběnkou Verou Tolstou (1855–1930), adoptivní dcerou ruského velkostatkáře a státního rady hraběte Michaila Dmitrijeviče Tolstého. Jejich syn Manfred (1878–1947) byl majitelem statku Kostelec u Kyjova a uplatnil se jako spisovatel.
Hermannův mladší bratr Robert Viktor (1854–1905) vlastnil velkostatek Neplachovice. Jejich sestra Adolfina byla provdaná za velkostatkáře a moravského zemského poslance Hanse Hubera. Jejich dcera Elisabeth byla manželkou následujícího moravského místodržitele Karla Heinolda.